# 윌로 씨의 휴가
《윌로 씨의 휴가》(프랑스어: Les Vacances de monsieur Hulot)는 1953년 개봉한 코미디 영화다. 자크 타티가 감독과 주연을 맡았다. 타티가 최초로 윌로 씨로 등장한 영화다.

## 출연

### 주연
- 자크 타티

### 조연
- 앤드레 뒤브아